# Terebra venilia
Terebra venilia is een slakkensoort uit de familie van de Terebridae. De wetenschappelijke naam van de soort is voor het eerst geldig gepubliceerd in 1880 door Tenison-Woods.